# The Blue Hearts
The Blue Hearts (яп. ザ・ブルーハーツ, Za Burū Hātsu) - японський панк-рок гурт, що був активним з 1985 по 1995 рік. Їх порівнювали з такими гуртами як Sex Pistols, The Clash та Ramones. У 2003 році ритейлер HMV Japan помістив їх на 19 позицію у списку 100 найважливіших японських поп-виконавців. У вересні 2007 року журнал Rolling Stone Japan поставив їх однойменний дебютний альбом The Blue Hearts на третє місце у списку "100 найкращих японських рок-альбомів усіх часів".

## Кар'єра
Членами гурту були Хірото Комото (вокаліст), Масатоші Масіма (гітарист), Дзюнносуке Кавагуті (басист) і Тецуя Кадзівара (барабанщик). Мікіо Ширай не був офіційним учасником гурту, але часто гастролював з ними як клавішник. Створена в 1985 році, група дебютувала в травні 1987 року і випустила свій перший альбом під однойменною назвою The Blue Hearts, після чого вийшло ще сім альбомів. Хоча вони починали на незалежному лейблі, кожен наступний альбом продавав більше копій, ніж попередній, а їхній останній запис продавався мільйонними тиражами. У 1990 році The Blue Hearts випустили однойменний міні-альбом у США, який вони підтримали американським туром.
Окрім популярних альбомів, у них також було багато популярних синглів. Двома найвідомішими є "Train-Train" і "Linda Linda", які можна знайти на багатьох караоке-машинах. Кавер-версія «Linda Linda» була використана в драмах 2004 року «Закоханий Сократ» (Socrates in Love) і «Gachi Baka», а також у фільмі 2005 року "Лінда Лінда Лінда", сюжет якої зосереджений на групі дівчат-старшокласниць, яка готується виконати пісні The Blue Hearts на заключному концерті шкільного свята культури. Пісня також з'являється у відеогрі Osu для Nintendo DS 2005 року. Інші пісні, зокрема "Train-Train", «Owaranai Uta» та "Hito ni Yasashiku", були представлені в аркадних іграх Konami Drummania та Guitar Freaks . У аніме-серіалі The Rolling Girls 2015 року є кавери на кілька пісень Blue Hearts, які співають актори, включно з каверами на «Hito ni Yasashiku» та «Tsuki no Bakugekiki» у вступній та кінцевій сценах.
Гурт вважали суперечливим в Японії , де такі витівки, як використання табуйованого японського слова для божевільних і плювки в телекамери призвели до того, що їх заборонили на телебаченні на рік.

## Після розпаду гурту

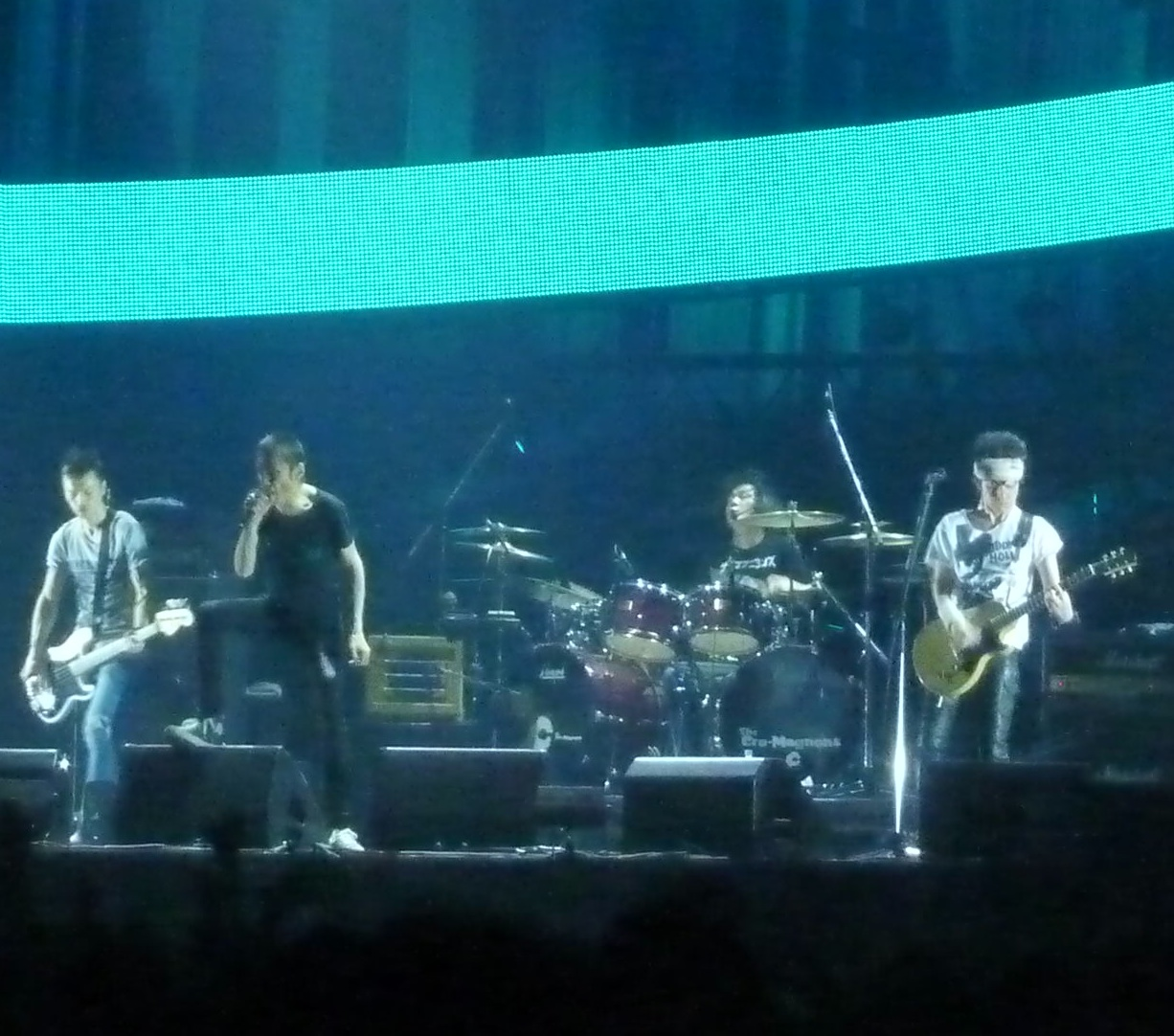
The Cro-Magnons на концерті в Японії, 2011 рік

Після того, як The Blue Hearts розпалися в 1995 році, Комото, Масіма та Шираї створили нову групу The High-Lows.  Окрім утримання хардкорних шанувальників The Blue Hearts, The High-Lows також змогли залучити нових шанувальників і проіснували ще десять років. Коли The High-Lows розпалися у 2005 році, Комото та Масіма знову створили новий гурт у 2006 році, цього разу назвавши себе The Cro-Magnons. Кавагуті став продюсером звукозапису і час від часу виступає підтримуючи на концертах кілька гуртів, а в 2009 році стає заступником директора з пропаганди Happiness Realization Party . Кадзівара створив The 3Peace у 1997 році, потім The Big Hip у 2005 році з Шираї та свій сольний проект Thunderbeat у 2008 році.
Після розпаду The Blue Hearts обидва Комото і Масіма домовилися не співати жодної пісні гурту, за кількома винятками. Комото співав "Boku no Migite" під час живих виступів з іншими виконавцями, а Масіма час від часу виконував "Aozora".

## Учасники
- Хірото Комото – вокал, губна гармошка
- Масатоші Масіма – гітара, бек-вокал
- Джунноске Кавагучі – бас, бек-вокал
- Тецуя Каджівара – ударні
- Мікіо Ширай — клавішні

## Дискографія

### Сингли
- «1985» (безкоштовний флексі-диск, розданий під час живого виступу 24 грудня 1985 р.)
- «Hito ni Yasashiku» (25 лютого 1987)
- «Linda Linda» (1 травня 1987)
- «Kiss Shite Hoshii» (21 листопада 1987)
- «The Blue Hearts Theme» (1 липня 1988)
- «Chernobyl» (1 липня 1988)
- «Train-Train» (23 листопада 1988)
- «Love Letter» (21 лютого 1989)
- «Aozora» (21 червня 1989)
- «Jōnetsu no Bara» (25 липня 1990)
- «Kubitsuri-dai Kara» (10 квітня 1991 р.)
- «Ano Ko ni Touch» (28 листопада 1991)
- «Too Much Pain» (10 березня 1992)
- «Yume» (25 жовтня 1992)
- «Tabibito» (25 лютого 1993)
- «1000 no Violin» (25 травня 1993)
- «Party» (25 серпня 1993)
- «Yūgure» (25 жовтня 1993 р.)

### Студійні альбоми
- The Blue Hearts (21 травня 1987)
- Young and Pretty (21 листопада 1987)
- Train-Train (23 листопада 1988)
- Bust Waste Hip (10 вересня 1990)
- High Kicks (21 грудня 1991)
- Stick Out (10 лютого 1993)
- Dug Out (10 липня 1993)
- Pan (10 липня 1995)

### Лайв альбоми
- Live All Sold Out (1 липня 1996, різні місця)
- Yaon Live on '94 6.18/19 (25 листопада 1997)